# 비바 (2006년 영화)
비바(Vivah)는 인도에서 제작된 수라즈 R. 바자티아 감독의 2006년 드라마, 가족, 뮤지컬, 멜로/로맨스 영화이다. 샤히드 카푸르 등이 주연으로 출연하였다.

## 출연

### 주연
- 샤히드 카푸르
- 암리타 라오

### 조연
- 아누팜 커
- 아록 나스
- 심마 비스워스
- 사미르 소니
- 마노 조쉬
- 모니쉬 발

## 제작진
- 협력프로듀서: 수라즈 R. 바자티아
- 의상: 애너 싱
- 원안각본: 수라즈 R. 바자티아